# 諏訪頼意
諏訪 頼意（すわ よりおき）は、信濃諏訪藩の家老。諏訪図書家第4代。

## 家系
諏訪図書家は、初代藩主・諏訪頼水の弟・頼雄に始まる家で、高島城二の丸に屋敷があったことから、二の丸家と呼ばれる。

## 生涯
諏訪藩家老・諏訪図書家第3代盛住（頼及）の長男として生まれる。母は、旗本・大久保長重の娘で、藩主・諏訪忠恒の養女。延宝8年（1680年）、盛住の隠居により知行、1,200石の家督を相続する。
天和2年（1683年）、藩主・諏訪忠晴が幕府より越後国頸城郡の検地を命じられ、その奉行を務めた。天和3年（1683年）、検地の功績により、江戸城に登城し老中・大久保忠朝出座の上で、時服と白銀を賜った。元禄4年（1691年）、忠晴が幕府より大坂加番を命じられ、その供をする。
正徳4年（1714年）、病により隠居し、家督を長男の頼記に譲る。享保2年（1717年）8月、頼記が早世したため、その弟の頼弟が跡を継いだ。頼弟の子が、二の丸騒動で永牢となる頼英である。
享保11年（1726年）8月2日、死去。

## 人物
藩主・諏訪忠虎が伯父・内藤風虎の影響で俳諧に熱心で、頼意も共に水間沾徳に俳諧を学び、樗材と俳号を名乗った。